# Canarium odontophyllum
Canarium odontophyllum är en tvåhjärtbladig växtart som beskrevs av Friedrich Anton Wilhelm Miquel. Canarium odontophyllum ingår i släktet Canarium och familjen Burseraceae. Inga underarter finns listade i Catalogue of Life.